# Presură multicoloră
Presura multicoloră (Passerina ciris) este o specie de pasăre din familia cardinalilor, Cardinalidae.  Este originară din America de Nord.

## Taxonomie
Presura multicoloră a fost descrisă inițial de Carl Linnaeus în lucrarea sa din secolul al XVIII-lea,  Systema Naturae. Există două subspecii recunoscute:
- P. c. ciris – (Linnaeus, 1758): se înmulțește în sud-estul Statelor Unite
- P. c. pallidior – Mearns, 1911: se înmulțește în partea central-sudică a SUA și în nordul Mexicului

## Galerie

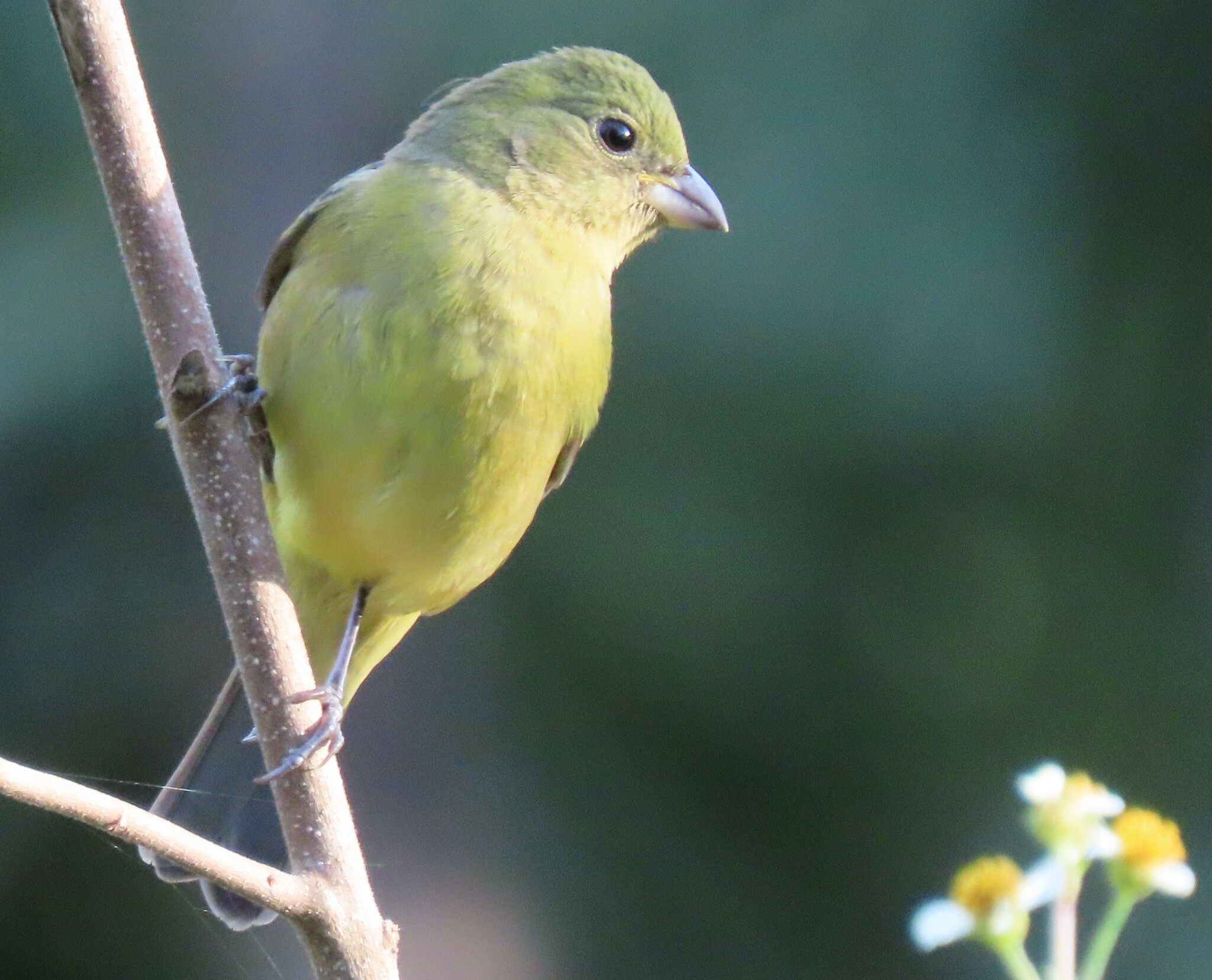
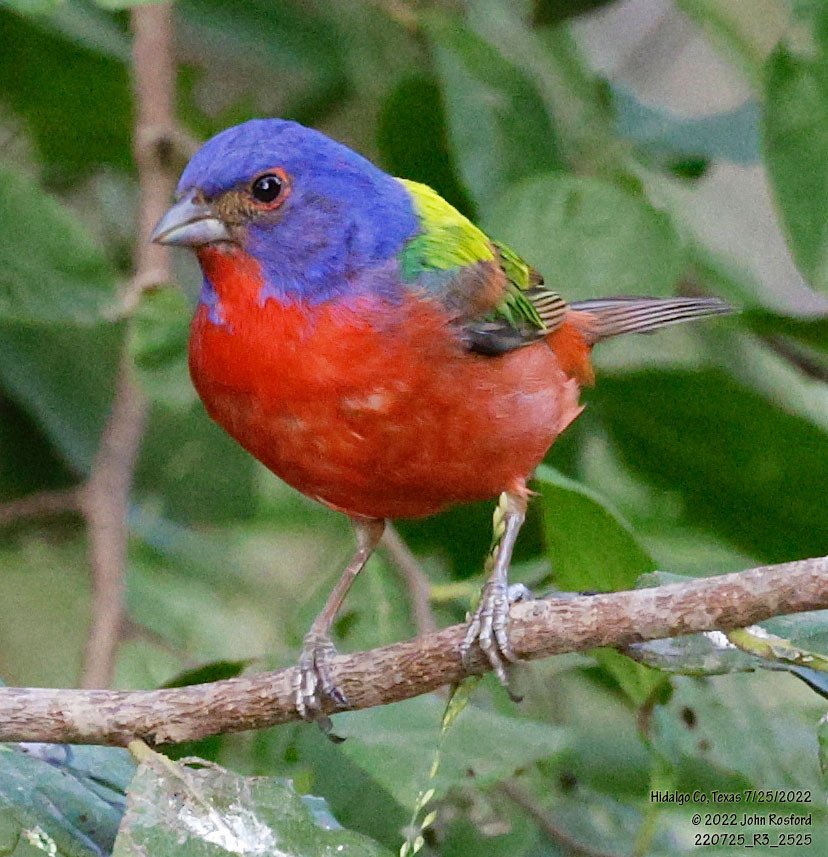